# Zbigniew Matyka
Zbigniew Matyka (ur. 4 października 1959) – polski lekkoatleta, skoczek o tyczce.

## Osiągnięcia
Zawodnik Lechii Gdańsk największy sukces odniósł w roku 1980, kiedy to wywalczył złoty medal mistrzostw Polski.

## Rekordy życiowe
- skok o tyczce (hala) – 5,40 m (28 stycznia 1981, Senftenberg)[1]